# Chiesa dell'Annunziata (Dragoni)
La chiesa dell'Annunziata è la parrocchiale di Dragoni, in provincia di Caserta e diocesi di Alife-Caiazzo; fa parte della forania di Caiazzo.

## Storia
Il nucleo originario della chiesa sorse nel 1323, in opinione discosta rispetto alla colline dove sorgevano il castello e il villaggio di San Giorgio; a questo luogo di culto era annesso uno spitale, come era comune nella Terra di Lavoro.
L'edificio fu oggetto di un restauro nel 1530 e nel 1687 venne dotato del nuovo portale in marmo locale.
Nel 1771, come è ricordato dalla lapide collocata sulla facciata, la parrocchiale venne interessata da un intervento di rifacimento e di ampliamento.
L'adeguamento liturgico secondo le usanze postconciliari venne condotto nel 1997 mediante l'aggiunta dell'altare in metallo dorato rivolto verso l'assemblea.
Tra il 2013 e il 2017 furono eseguiti dei lavori di restauro e stabilizzazione delle pareti e delle coperture e di sostituzione degli intonaci ammalorati.

## Descrizione

### Esterno
La facciata a salienti della chiesa, rivolta a nordest, è suddivisa da una cornice marcapiano in due registri: quello inferiore, tripartito da quattro lesene, presenta centralmente il portale d'ingresso, mentre quello superiore è caratterizzato da una finestra e scandito da due lesene sorreggenti il timpano di forma triangolare.
Annesso alla parrocchiale è il campanile a base quadrata, la cui cella presenta su ogni lato una stretta monofora ed è coronata dalla guglia poggante sul tamburo che è abbellito da frontoncini.

### Interno
L'interno dell'edificio si compone di tre navate, separate da pilastri sorreggenti degli archi a tutto sesto e abbelliti da lesene con capitelli corinzi sopra le quali corre la trabeazione modanata e aggettante su cui si imposta la volta a botte, mentre ele navate laterali sono voltate a vela; al termine dell'aula si sviluppa il presbiterio, rialzato di alcuni gradini, coperto da volta a crociera e chiuso dall'abside.
Qui sono conservate diverse opere di pregio, tra le quali la tela avente come soggetto l'Annunciazione, risalente al XVIII secolo, e i due tondi in cui sono presenti le raffigurazioni dei Santi Michele e Tobiolo.